# جيمس أوتيس (سياسي)
جيمس أوتيس (بالإنجليزية: James Otis)‏ هو صحفي وسياسي أمريكي، ولد في 11 أغسطس 1826 في بوسطن في الولايات المتحدة، وتوفي في 30 أكتوبر 1875 في سان فرانسيسكو في الولايات المتحدة بسبب خناق.